# 川合一郎
川合一郎（かわい いちろう、1918年4月11日-1979年3月14日）は、日本の経済学者。専門は金融論（信用論）。マルクス経済学に基礎をおきながら、ケインズ経済学（体系）など幅広い視角から高度経済成長期のインフレーション問題などについて実証的・理論的な研究を行った。

## 略歴
1918（大正7）年、福岡県に生まれる。1936（昭和11）年3月、灘中学校卒業。同年4月大阪商科大学 (旧制)（大阪市立大学→現大阪公立大学）高等商業部入学。1939（昭和14）年、病気により同大学を中退。同年9月、大阪商科大学経済学研究所臨時雇い。その後、同所書記、同所研究員を経て、1949（昭和24）年大阪市立大学助教授、1957（昭和32）年同教授。1966（昭和41）年「信用制度とインフレーション」で神戸大学より経済学博士の学位を取得。著作集全6巻がある。
1979年3月14日、肝不全のため大阪市立大学医学部附属病院で死去。60歳。

## 著書
- 『資本と信用 金融経済論序説』有斐閣 1954
- 『株式価格形成の理論 擬制資本の研究』日本評論新社 1960
- 『信用制度とインフレーション』有斐閣 1965
- 『インフレーションとは何か』1968 岩波新書
- 『管理通貨と金融資本』有斐閣 1974
- 『川合一郎著作集』全6巻　玉野井昌夫、小野一一郎,中西市郎,西村閑也,磯村隆文,深町郁彌,浜田博男編集 有斐閣

第1巻 (初期著作集) 1982
第2巻 (資本と信用) 1981
第3巻 (株式価格形成の理論) 1981
第4巻 (戦後経済と証券市場) 1981
第5巻 (信用制度とインフレーション) 1981
第6巻 (管理通貨と金融資本) 1982

### 共編
- 『金融論講座』全5巻　川口弘共編 有斐閣 1964-65
- 『日本証券市場の構造分析』編 有斐閣 1966
- 『証券市場論』一泉知永共編 1966 (有斐閣双書)
- 『金融論を学ぶ』編 1976 (有斐閣選書)
- 『現代信用論 上 (資本制生産と信用)』編 1978 (有斐閣ブックス)
- 『現代信用論 下 (現代資本主義の信用構造)』編 1978 (有斐閣ブックス)
- 『日本の証券市場 証券恐慌以後』編著 東洋経済新報社 1979